# السلامية (العراق)
السلامية قرية ومقاطعة مطلة على شرق دجلة في ناحية النمرود في قضاء الحمدانية جنوب محافظة نينوى في شمال جمهورية العراق، كان عدد سكانها 2200 ساكن في سنة 1980، في سهل فيضي منبسط، منحدر من الشمال إلى الجنوب، أرضه متموجة تُسمى هضبة آشور، فيها تلال منخفضة، السلّامية باللام المشددة، هي مقاطعة رقمها 48، وفيها مشروع السلّامية الإروائي الزراعي. المسافة بينها وبين مدينة الموصل شمال غرب 30 كيلومتراً.

## تاريخها
كانت السلامية بلدة عامرة في العصر الآشوري قبل الميلاد، ثم اندثرت، وبعد الفتح الإسلامي بُنيتْ سلّاميةٌ ثانيةٌ فوق أطلال السلامية المندثرة، فصارت قرية عامرة وصفها ياقوت الحموي في معجمه إذ قال "والسلامية أيضاً قرية كبيرة بنواحي الموصل على شرقي دجلتها، بينهما ثمانية فراسخ للمنحدر إلى بغداد مشرفة على شاطئ دجلة، وهي من أكبر قرى مدينة الموصل وأحسنها وأنزهها، فيها كروم ونخيل وبساتين وفيها عدة حمامات وقيسارية للبز وجامع ومنارة، بينها وبين الزاب فرسخان، وبالقرب منها مدينة يقال لها أثور، خربت، ينسب إليها أبو العباس أحمد بن أبي القاسم بن أحمد السلامي المعروف بضياء الدين ابن شيخ السلامية، ولد بها سنة 546 أو 545 ونشأ بالموصل وتفقه بها وحفظ القرآن وتوجه إلى ديار بكر فصار وزيرا لصاحب آمد قطب الدين سليمان بن قرا أرسلان وبقي عليه مدة، وبنى بآمد مدرسة لأصحاب الشافعي ووقف عليها أملاكه هناك، وكان له معروف وفيه مقصد، وكانت الشعراء تنتابه فيحسن إليهم، ثم فسد ما بينه وبين قطب الدين ففارقه وقدم الموصل فأقام بها، وهو الآن حي في سنة 621، و عبد الرحمن بن عصمة السلامي، روى عن محمد بن عبد الله بن عمار، ذكره أبو زكرياء في طبقات أهل الموصل، وأبو إسحاق إبراهيم بن نصر بن عسكر السلامي قاضي السلامية، أصله من العراق، حدث عن أبي عبد الله الحسين بن نصر بن محمد بن خميس، سمع منه بعض الطلبة ونسبه كذلك، قاله ابن عبد الغنى."، ثم اندثرت السلّامية الثانية، وبُنيت سلّامية ثالثة قريباً منها، وفقاً لرأي الأب سهيل قاشا في كتابه (سهل نينوى ومستقبل المسيحيين في العراق).